# 津山駅
津山駅（つやまえき）は、岡山県津山市大谷にある、西日本旅客鉄道（JR西日本）の駅である。
本項では、2017年6月まで存在していた津山広域バスセンターについても記述する。

## 概要
新見駅、三次駅と並び中国山地の交通の要衝となっている当駅は駅長が配置された直営駅である。JR西日本岡山支社管内の姫新線や因美線、津山線の運行管理を行う岡山総合指令所津山派出が設置されている。また、2008年5月31日までは、姫新線美作土居駅 - 岩山駅間の各駅と因美線土師駅 - 高野駅間の各駅を管轄する津山鉄道部が設置されていた。同組織が支社直轄体制に移行して以降も、これらの路線を管轄する管理駅として位置づけられている（ただし、姫新線の月田駅 - 岩山駅は新見駅に移管され、逆に津山線の津山口駅 - 神目駅間の各駅が岡山駅から当駅に移管されている）。みどりの券売機プラスが設置されている。
ICカード「ICOCA」は、津山線のうち当駅と法界院駅および岡山駅で利用可能。その他の駅と姫新線、因美線ではICOCAを利用できない。
2014年以降、駅前北口の再開発が行われ、2017年の春に駅周囲の設備の再整備はほぼ完了した。
- 主な変更点は以下の通りである[4]。
  - 駅前商店街の一部がターミナルになる。
  - 現在の広域バスセンター機能が駅前ターミナルに移行。
  - ターミナルの出入り口が１つの交差点に集中する。

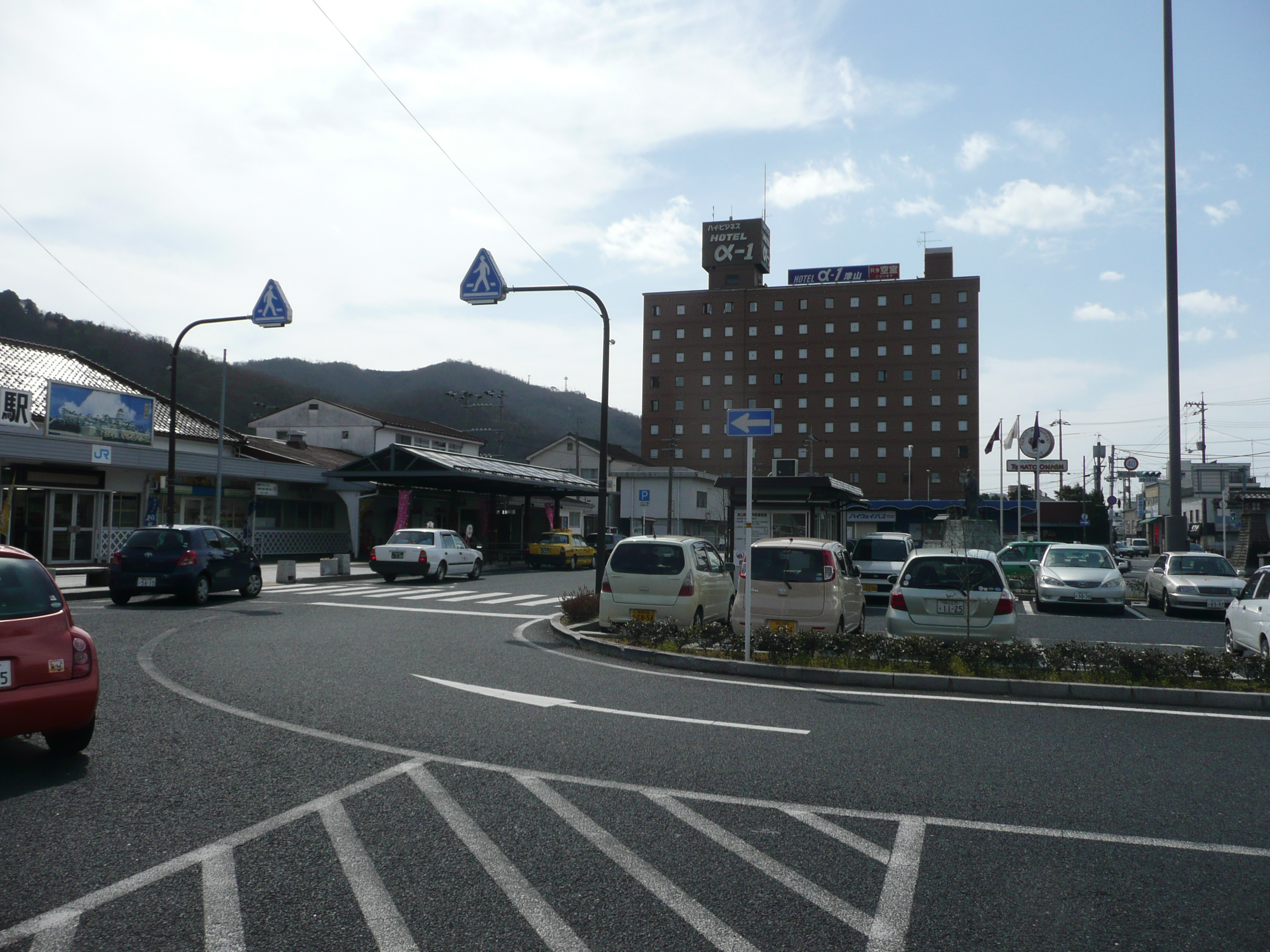
北口広場整備前（2010年）
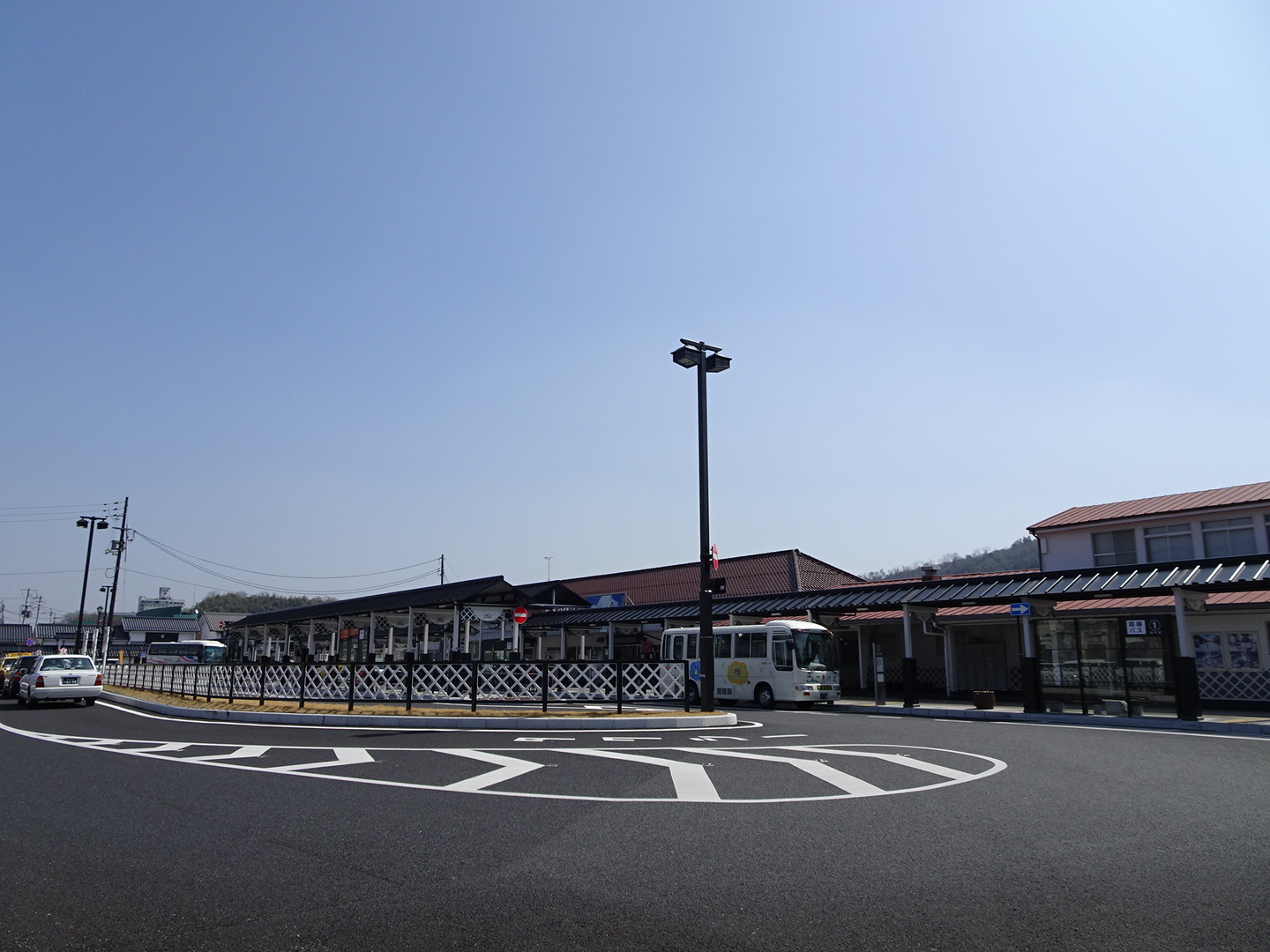
北口広場整備後（2018年）

### 乗り入れ路線
当駅の所属線である姫新線と、当駅を終点とする津山線が乗り入れている。また隣の東津山駅から因美線の全列車が当駅を始終着としているため、事実上3路線4方向の列車が発着する。
かつては当駅で分割・併合される（あるいは併合相手が変更される）急行『みまさか』・『みささ』などが運行されていた。現在は当駅を越えて運転される定期列車は数本であるが、夏祭りの臨時列車では津山線を定期列車で運行し、姫新線に入る列車が存在する。2007年度には岡山駅 - 中国勝山駅間の臨時列車が運行されていた。
当駅の始発列車は、2007年6月30日までは4時13分発であり、日本一早かった。また、日本の非電化路線ではもっとも遅く最終列車が到着する（0時29分）。

## 歴史
- 1923年（大正12年）8月21日：国有鉄道作備線として津山駅 - 美作追分駅間、津山駅 - 津山口駅間が開業した際に設置[1]。
  - 当時の所在地表示は岡山県久米郡福岡村大谷であった[1]。駅名は吉井川を挟んで隣接する岡山県苫田郡津山町に由来。
- 1928年（昭和3年）3月15日：因美南線として美作加茂駅 - 東津山駅 - 津山駅間が開業し当駅に乗り入れ。
- 1929年（昭和4年）4月14日：作備線が作備東線に改称され、当駅もその所属となる。
- 1930年（昭和5年）12月11日：作備東線が作備西線を編入し作備線に再改称。当駅もその所属となる。
- 1932年（昭和7年）7月1日：因美南線が因美線に改称。
- 1936年（昭和11年）10月10日：作備線全区間と、因美線の東津山駅 - 津山駅間が姫新線の一部となり、当駅もその所属となる。因美線の終点は東津山駅に移行。
- 1944年（昭和19年）6月1日：姫新線の津山駅 - 津山口駅間と、旧中国鉄道本線を合わせた岡山駅 - 津山口駅 - 津山駅間が津山線に改称され、国有鉄道単独駅になる。
- 1973年（昭和48年）3月12日：貨物の取り扱いを廃止[1]。
- 1985年（昭和60年）3月14日：荷物扱い廃止[1]。
- 1987年（昭和62年）4月1日：国鉄分割民営化でJR西日本の駅になる[1]。
- 2022年（令和4年）7月1日：接近メロディを『Easy Come, Easy Go!』に当面の間変更[5]。9月30日に使用終了。
- 2023年（令和5年）3月11日：バリアフリー化工事完了、駅構内エレベーターの設置と跨線橋を使用再開[6]。
- 2024年（令和6年）
  - 2月26日：みどりの窓口の営業を終了[2]。
  - 2月27日：みどりの券売機プラスを導入[2]。
  - 9月14日：駅舎内外装のリニューアル工事が完成[7][8]。
  - 9月21日：津山線でICカード「ICOCA」の利用が可能になる[9][10][11]。

## 駅構造
島式ホーム2面4線を持つ地上駅。駅舎は北側にある。駅舎から各ホームへは階段のみで昇り降りが可能な地下道で連絡し、跨線橋は老朽化により板が打ち付けられ閉鎖されていたが、バリアフリー化による改修工事でエレベーターを設置したことにより、2023年3月に使用を再開された。同時に地下道の使用を停止し、その後封鎖する予定である。

### のりば
| のりば | 路線   | 方向 | 行先                     |
| ------ | ------ | ---- | ------------------------ |
| 1      | 因美線 | -    | 美作加茂・智頭・鳥取方面 |
| 2      | 姫新線 | 上り | 林野・佐用・姫路方面     |
| 3      | 姫新線 | 下り | 中国勝山・新見方面       |
| 4      | 津山線 | -    | 岡山方面                 |

※本項ではJR西日本公式サイトの全域路線図に従い路線記号を表記している。
付記事項
- 運転指令上では1番のりばが「2番線」、2番のりばが「3番線」、3番のりばが「5番線」、4番のりばが「6番線」となっている。1番線は、1番のりば（2番線）と駅舎の間に、ホームの無い待機線として存在していたが、2019年頃、1番線に進入するポイントが撤去され、出発信号機は使用停止となっている。4番線はかつて2番のりばと3番のりばの間に待機線として存在していたが撤去され、欠番となっている。待機線（1番線）を含めた5線とも、全方面の入線・出発に対応している。
- 2020年夏頃には、使用停止となっていた1番線の信号機が撤去され、のりば番号に合わせて、改めて「番線」が設定された。（1番線は、1番のりば）

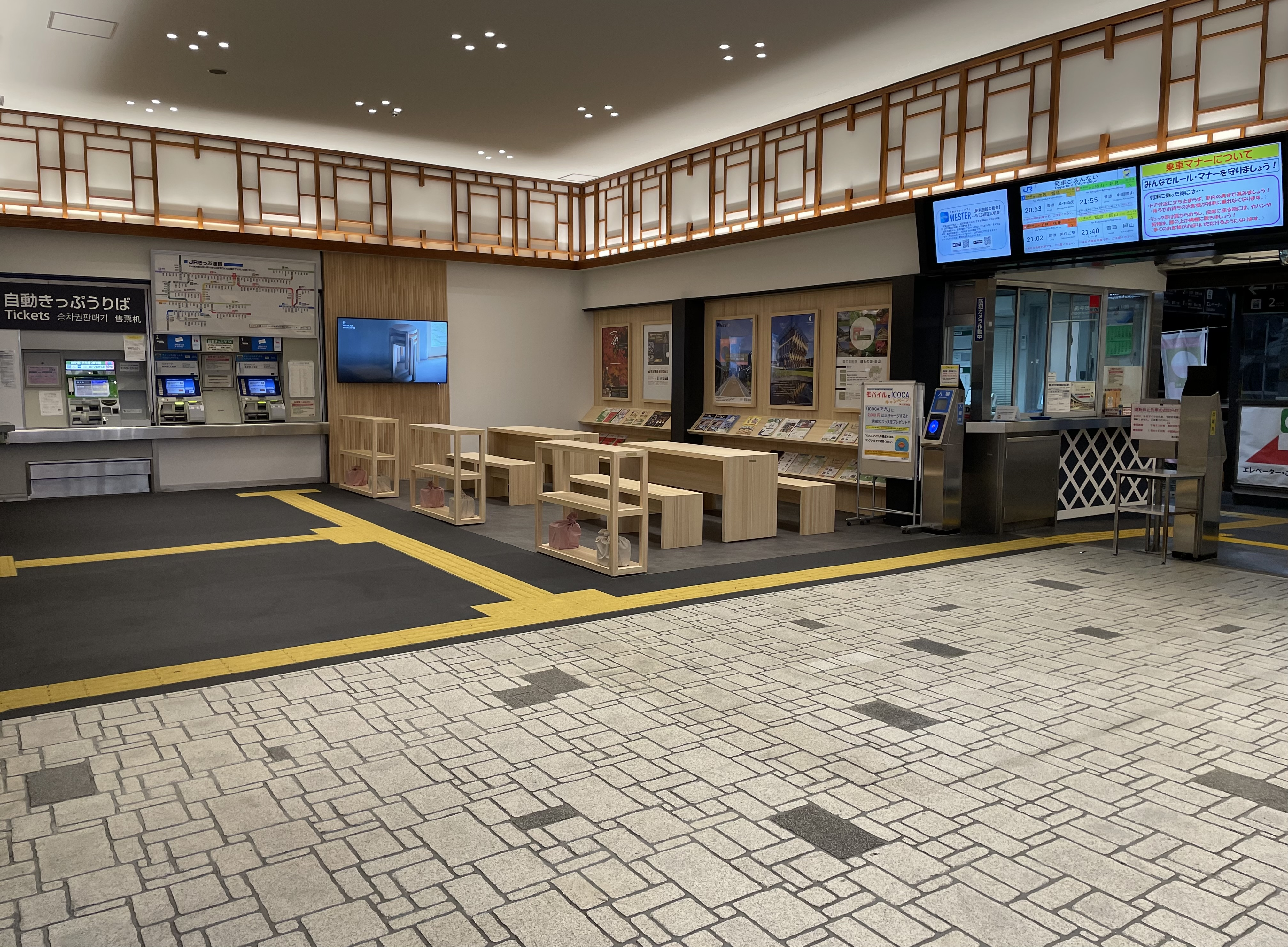
駅舎内（2024年9月）
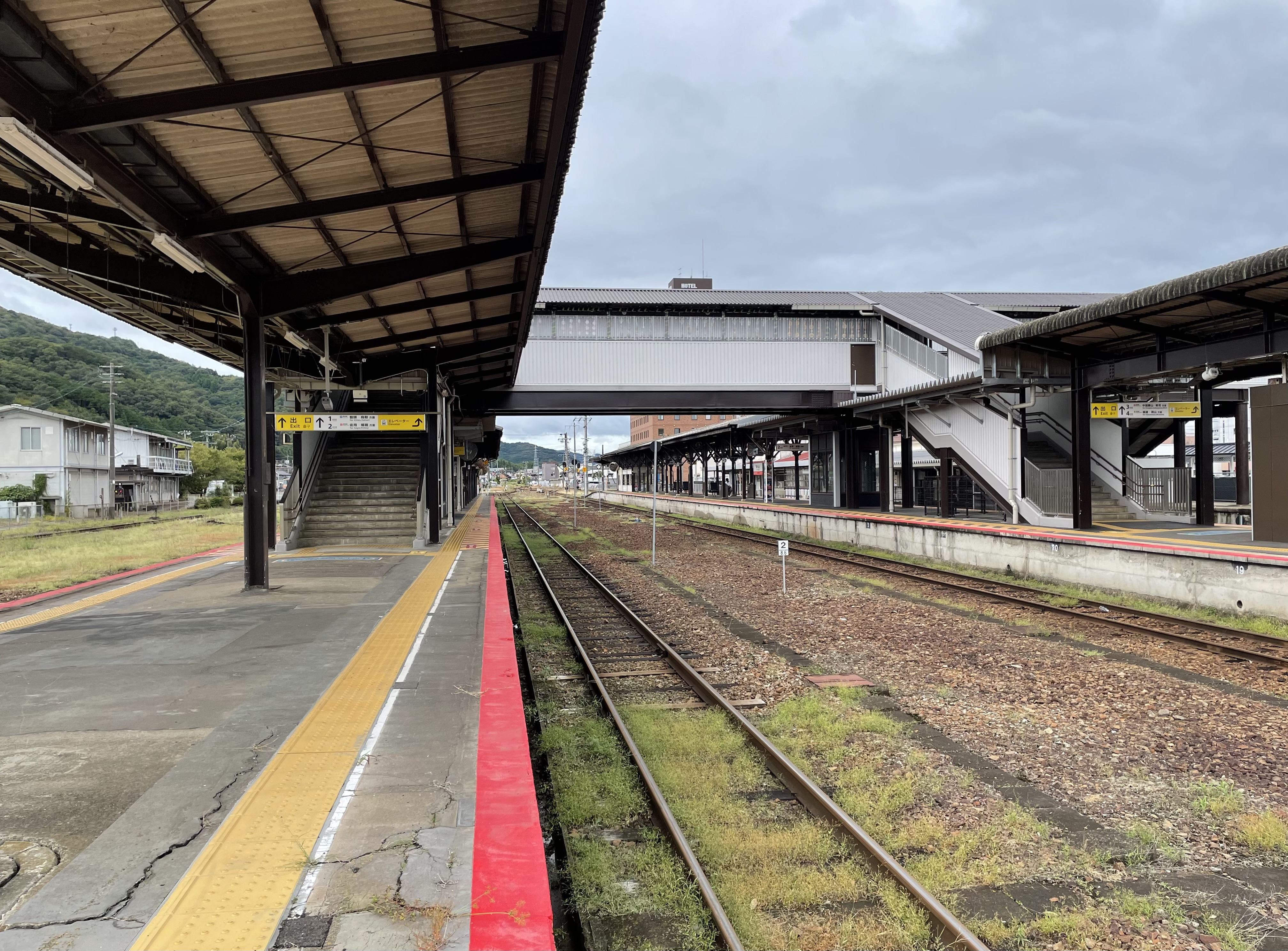
構内（2024年9月）

### 扇形車庫
津山駅の西側には、かつて使われていた扇形車庫と転車台が残されている。

扇形車庫

## 駅弁
かつては駅前食堂の吉野館が調製していた「しいたけ弁当」が名物で知名度も人気も高い駅弁であったが、2002年9月に店舗が火災に遭い店舗閉店と同時に駅売りはなくなった。
それ以降は津山城（鶴山公園）南側の「津山観光センター」内の食堂よし乃で、駅売り当時の姿のまま購入可能であったが、こちらも2017年11月の同センター火災に伴い食堂が廃業、センターは1年後に再開したものの駅弁の販売はなされていない。

## 利用状況
近年の1日平均乗車人員は以下の通りである。
| 乗車人員推移 | 乗車人員推移 |
| 年度         | 1日平均人数  |
| ------------ | ------------ |
| 1999         | 2,460        |
| 2000         | 2,398        |
| 2001         | 2,315        |
| 2002         | 2,260        |
| 2003         | 2,216        |
| 2004         | 2,194        |
| 2005         | 2,242        |
| 2006         | 2,108        |
| 2007         | 2,109        |
| 2008         | 2,035        |
| 2009         | 2,020        |
| 2010         | 2,122        |
| 2011         | 2,042        |
| 2012         | 2,201        |
| 2013         | 2,207        |
| 2014         | 2,091        |
| 2015         | 1,981        |
| 2016         | 2,007        |
| 2017         | 2,050        |
| 2018         | 1,923        |
| 2019         | 1,973        |
| 2020         | 1,517        |
| 2021         | 1,526        |

## 駅周辺
津山市中心部は近くを流れる吉井川の対岸にある。
- 津山大谷郵便局
- ホテルアルファーワン津山
- ホテルルートイン津山駅前
- 国道53号
- 国道179号
- 国道429号
- 岡山県道26号津山柵原線
- 岡山県道394号大篠津山停車場線
- 吉井川
- 津山城址（鶴山公園）
- アルネ・津山（天満屋津山店）
- ゆめマート津山
- サテライト津山
- ザ・シロヤマテラス津山別邸
- 津山まなびの鉄道館
- C11型蒸気機関車

## バス路線
構内は島式のターミナルとなっており、バスはバスターミナル北東側に進入口と退出口があり、構内は時計回りで走行する。バスターミナル北東側から反時計回りに北側に6番乗り場、西側に1 - 3番乗り場とタクシー乗り場、東側に7・8番乗り場があり、1 - 3番乗り場北側に1 - 3番乗り場と並行する形で4・5番乗り場がある。
1・2番乗り場がコミュニティバス用乗り場、3・4番乗り場が路線バス用乗り場、5番乗り場が路線バス・コミュニティバス用乗り場、6番乗り場が臨時バス・送迎バス用乗り場、7・8番乗り場が高速バス・乗合タクシー用乗り場となっている。
7・8番乗り場の東側には交通観光案内所の建物があり、建物内には土産物販売店とバス待合室、中鉄北部バスの乗車券発券窓口、観光案内所、コミュニティホール、公衆トイレがある。 

### 高速バス・乗合タクシー
| のりば | 運行事業者                                                    | 愛称・行先                                                               | 備考                             |
| ------ | ------------------------------------------------------------- | ------------------------------------------------------------------------ | -------------------------------- |
| 7・8   | 神姫バス 西日本ジェイアールバス                               | 中国ハイウェイバス：大阪（新大阪駅・大阪駅JR高速バスターミナル・USJ）    |                                  |
| 7・8   | 両備ホールディングス 東北急行バス                             | ルブラン号：横浜（YCAT）・東京（東京駅八重洲口・東京営業所（東雲車庫）） | 夜行バス。2020年4月8日より運休中 |
| 7・8   | 両備ホールディングス 下津井電鉄 小田急ハイウェイバス 関東バス | ルミナス・マスカット号：東京（バスタ新宿）                               | 夜行バス                         |
| 7・8   | 勝田交通                                                      | 岡山桃太郎空港                                                           | 乗合タクシー                     |

### 路線バス
| のりば | 運行事業者         | 行先                                                                                    | 備考                                  |
| ------ | ------------------ | --------------------------------------------------------------------------------------- | ------------------------------------- |
| 1      | 中鉄北部バス       | ごんごバス小循環線                                                                      |                                       |
| 2      | 中鉄北部バス       | ごんごバス東循環線：津山中央病院・イオン津山店前                                        |                                       |
| 3      | 中鉄北部バス       | 行方・小坂 / 勝間田駅前 / 高下                                                          |                                       |
| 3      | 柵原星のふる里バス | 柵原病院前・吉井支所                                                                    | 柵原病院前 - 吉井支所間はノンストップ |
| 4      | 中鉄北部バス       | スポーツセンター / 東一宮循環線 / 高田循環線 / 野介代団地 / 西田辺 / 上横野             |                                       |
| 4      | あさひチェリーバス | 西川                                                                                    |                                       |
| 4      | 美作市営英田バス   | 福本                                                                                    | 日曜運休                              |
| 5      | 中鉄北部バス       | ごんごバス西循環線：津山第一病院・マルナカ院庄店・プラント5 奥津温泉・上斎原・石越 / 榎 | 榎行は土休日・向陽小学校休校日運休    |
| 5      | おおぞらバス       | 富振興センター前                                                                        | 休日運休                              |
| 5      | 美作市営勝田バス   | 梶並                                                                                    | 日曜運休                              |

### 津山広域バスセンター

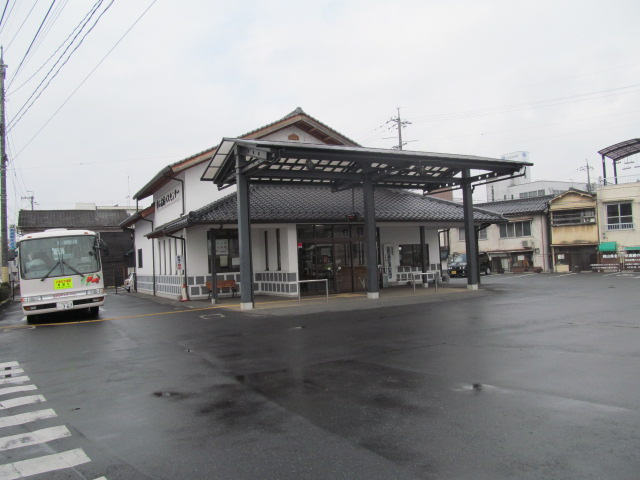
津山広域バスセンター

旧名称「津山中鉄バスセンター」。2004年にバスセンターの土地・建物が中鉄バス（当時）から津山広域事務組合に売却されたのに伴い、2004年10月に名称を変更した。名称変更後は2017年の夏ごろまできっぷ販売・施設の維持管理は中鉄北部バスが引き続き担当していた。津山駅北口広場の整備とそれに伴うバス乗り場設置に伴い、2017年4月から同バスセンター発着の路線は津山駅バス乗り場発着に変更となり、きっぷ販売もそれからほどなくして終了しており、広域バスセンターは廃止となった。なお、現在はこのバスセンターの跡地は、西側（建物を含む）がトヨタレンタリース岡山津山駅前店、東側が津山駅前駐車場となっている。

## 隣の駅
西日本旅客鉄道（JR西日本）
 姫新線
■快速（佐用方面、すべて当駅発着）
東津山駅 - 津山駅
■快速（津山方面、東津山方は普通として運転）
（東津山駅 -） 津山駅 - 美作千代駅
■普通
東津山駅 - 津山駅 - 院庄駅
 因美線（東津山駅までは姫新線）
■快速・■普通
東津山駅 - 津山駅
 津山線
■快速「ことぶき」
津山駅 - 亀甲駅
■普通（福渡駅 - 岡山駅間で区間快速となる「ことぶき」含む）
津山駅 - 津山口駅